# Atelier Ayesha: The Alchemist of Dusk
Atelier Ayesha: The Alchemist of Dusk is een computer role-playing game ontwikkeld door het Japanse bedrijf Gust. Het spel kwam in Europa uit op 28 maart 2013 voor de PlayStation 3. Op 14 januari kwam het spel uit op de PlayStation Vita onder de naam Atelier Ayesha Plus: The Alchemist of Dusk. Het spel is een turn-basedrollenspel waarbij de speler en de vijand om de beurt acties mogen uitvoeren. Het spel is de veertiende titel van de Atelierserie en is het eerste spel in de Atelier Dusk-serie. Net als in voorgaande delen staat in dit deel alchemie centraal. De speler moet opdrachten uitvoeren met alchemie, bijvoorbeeld bepaalde items creëren of drankjes maken om verder te komen in het verhaal.